# Incendie de la préfecture du Puy-en-Velay
L'incendie de la préfecture du Puy-en-Velay a eu lieu le 1er décembre 2018 au Puy-en-Velay, en Haute-Loire, lors de l'acte III du mouvement des Gilets jaunes.
L'hôtel de préfecture de la Haute-Loire a été incendié par des manifestants entraînant d'importantes dégradations au sein du bâtiment. Au cours de l'attaque, dix-huit gendarmes et policiers ont été blessés et un manifestant a perdu un œil.

## Historique

### Incendie de la préfecture
Le mouvement des Gilets jaunes, apparu en novembre 2018, est très actif en Haute-Loire. Lors de l'acte III des Gilets jaunes le samedi 1er décembre, la manifestation tourne à l'émeute place du Breuil. La préfecture est en partie incendiée. 
En décembre 2018, lors de l'acte III du mouvement des Gilets jaunes, des affrontements avec la police dégénèrent. Certains manifestants sont gazés avec des gaz lacrymogènes ; des cocktail Molotov lancés sur la préfecture provoquent un incendie dans le bâtiment, et le préfet accuse les manifestants d'avoir empêché les pompiers d'y accéder,.
Le 2 décembre, Jacqueline Gourault, ministre de la Cohésion des territoires, visite les locaux incendiés. Le président de la République, Emmanuel Macron, se rend au Puy le 4 décembre pour apporter son soutien aux employés de l'État et est verbalement conspué.
Le samedi 8 décembre, lors de l'acte IV du mouvement, la commune est de nouveau secouée par une journée de violence et connaît de nouvelles dégradations.
Le coût de la remise en état des bâtiments s'est élevé à 630 000 euros.

### Procès
En mars 2020, quatre hommes, âgés de 21 à 37 ans, impliqués dans l'incendie de la préfecture du Puy-en-Velay, sont jugés, inculpés de  « dégradation ou détérioration du bien d'autrui par un moyen dangereux pour les personnes ». Lors du procès, les prévenus ont  des difficultés à expliquer cette action : « Je ne sais pas », « je ne me souviens pas », « j'ai pas réfléchi », « je suis passé par hasard ». Ces justifications peinent à convaincre Nizar Samlal le président du tribunal. Ils sont condamnés à des peines de six mois à trois ans de prison ferme,.

## Polémiques
Une partie des protagonistes avait été reçue par Laurent Wauquiez, ancien maire et président de région en exercice. Selon l'ancien préfet de la Haute-Loire, Yves Rousset, l'élu local Laurent Wauquiez a été plus « pyromane que pompier ».
En mai 2022, Azelma Sigaux, candidate de la Nouvelle Union populaire écologique et sociale dans la deuxième circonscription de la Haute-Loire aux élections législatives de 2022  met en cause les forces de l'ordre responsables, selon elle, de violences envers les manifestants. En réaction le préfet de Haute-Loire condamne les propos d'Azelma Sigaux, qu'il juge « diffamatoires de la part d’une personne non présente ce jour-là » et réitère sa confiance aux forces de l'ordre.  Azelma Sigaux réagit et indique « Ce sont les policiers qui ont attaqué les premiers. J’en veux surtout à ceux qui leur ont donné l’ordre d’attaquer, ce qui a eu pour conséquences qu’un de nos camarades a perdu un œil. Je considère que la violence physique est plus importante que la violence envers un monument. Mais dans le même temps, je condamne également l’incendie de la préfecture, il y a des imbéciles des deux côtés ».